# West Linton
West Linton (en gaélique écossais : Liontan Ruairidh) est un village situé dans la lieutenance de Tweeddale, en Écosse, à 26 km au sud-ouest d'Édimbourg.
Le festival The Whipman a lieu dans le village depuis 1803. Il commence la veille du premier samedi de juin et dure huit jours, période pendant laquelle se tiennent de nombreuses festivités et activités sportives.